# 삼성교통 (경남)
삼성교통(三星交通)은 경상남도 진주시의 시내버스 업체이다. 1965년 4월 13일 자로 면허를 부여받고 시내 지역을 중심으로 합승여객자동차(마이크로버스)운송사업을 개시하였으며, 1970년 9월 14일부터 진주시 최초로 시내버스운송사업을 개시하였다. 2019년 2월 기준으로 91대의 시내버스를 보유하여 진주시의 시내버스 업체 중 최대 규모이다.

## 본점 및 지점 현황
- 본사: 경상남도 진주시 내동면 내동로 170 (진주시 공영차고지)
- 지점: 경상남도 진주시 정촌면, 진주역

## 연혁
- 1965년 4월: 면허 부여, 합승여객자동차운송사업 개시
- 1970년 9월 14일: 시내버스운송사업 개시
- 1972년: 합승여객자동차운송사업 철수
- 1981년: 본사를 현 위치(초전동 1183-3)로 신축 이전
- 1981년 3월: 자사에서 삼화교통(舊 신일교통 전신) 30대를 분사 및 독립시킴
- 1988년 1월: 안내양제를 폐지하고 시민자율버스로 전환
- 1995년: 좌석 버스 도입
- 1996년: 좌석 버스제 폐지
- 2003년 9월: 승무원 1일 2교대 근무제 시행
- 2005년 8월 30일: 동년 5월 20일부터 지속된 전면 파업 끝에 전국 3번째 시내버스 노동자 자주 관리 기업으로 재탄생
- 2017년 6월 1일: 본사를 초전동 대신로 800에서 내동면 내동로 208로 이전 및 구 삼성교통 본사 농협에 매입

## 운행 노선
시내/순환 노선에는 모두 타 업체와 함께 공동 배차에 참여하고 있으며, 부산교통, 부일교통, 진주시민버스와 함께 1달 간격으로 순환하면서 배차에 참여하고 있다.

## 보유 차량
- 현대자동차 - e-에어로타운, 뉴 슈퍼에어로시티, 일렉시티